# ويليام كونولي
ويليام كونولي (بالإنجليزية: William Connolly)‏ هو موسيقي أيرلندي، (و. 1839  م).